# William Bertram
Pour les articles homonymes, voir Bertram.
Benjamin Switzer, connu sous le nom de scène William Bertram (né le 19 janvier 1880 à Walkerton, Ontario, au Canada et mort le 1er mai 1933  à Los Angeles, Californie, aux États-Unis) est un réalisateur et acteur canadien de l'époque du cinéma muet.

## Filmographie partielle

### Réalisateur

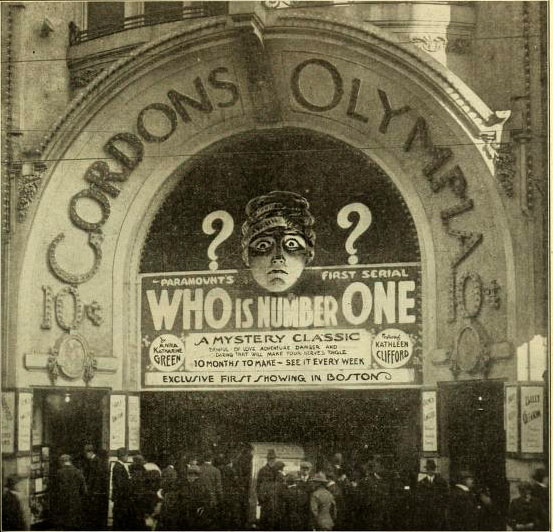
Who is Number One ? (1917)

Courts-métrages (sauf mention contraire)
- 1915 : Buck's Lady Friend
- 1915 : This Is the Life
- 1915 : Film Tempo
- 1915 : Author! Author!
- 1916 : Water Stuff
- 1916 : The Extra Man and the Milk-Fed Lion
- 1916 : Margy of the Foothills
- 1916 : Curlew Corliss
- 1916 : Snow Stuff
- 1916 : Under Azure Skies
- 1916 : The Return
- 1916 : With a Life at Stake
- 1916 : A Man's Friend
- 1916 : A Modern Knight
- 1916 : Sandy, Reformer
- 1916 : The Return
- 1917 : Larmes et Sourires (Tears and Smiles)
- 1917 : Who is Number One ?, le premier serial de Paramount
- 1917 : La Petite patriote (The Little Patriot)
- 1918 : La Petite Châtelaine (Daddy's Girl)
- 1918 : La Reine des poupées (Dolly does her Bit)
- 1918 : Le Retour au bonheur (Milady o' the Beanstalk)
- 1918 : Les Vacances de Dolly (Dolly's Vacation)
- 1918 : Cupidon par procuration (Cupid by Proxy)
- 1918 : La Conquête de Grand-Maman (Winning Grandma)
- 1918 : Marie Osborne au far-west (A Daughter of the West)
- 1919 : La Voix de la destinée (The Voice of Destiny)
- 1919 : La Nièce à héritage (Miss Gingersnap)
- 1919 : Au pays de l'aventure (Baby Marie's Round-Up)
- 1919 : La Poupée de son (The Sawdust Doll)
- 1919 : Tombée du nid (The Old Maid's Baby)

### Acteur
- 1914 : Jim, de Tom Ricketts
- 1926 : The Outlaw Breaker, de Jacques Jaccard
- 1927 : Wanted: A Coward de Roy Clements
- 1928 : The Little Shepherd of Kingdom Come d'Alfred Santell